# Ernst von Bismarck
Ernst Rüdiger Jobst von Bismarck (* 20. September 1853 in Külz, Pommern; † 17. Februar 1931 ebenda) war ein deutscher Verwaltungsjurist und Gutsbesitzer in Pommern.

## Leben
Ernst von Bismarck war das sechste Kind von Bernhard von Bismarck und seiner Ehefrau Malvine von Lettow-Vorbeck (1827–1904). Er studierte an der Georg-August-Universität Göttingen und der Hessischen Ludwigs-Universität. Er wurde Mitglied des Corps Saxonia Göttingen (1876) und des Corps Starkenburgia (1877). 1888 wurde er zum  Landrat des Kreises Naugard ernannt. Er löste damit seinen Vater ab. Er bekleidete das Amt bis 1905 und wurde dann von Ernst von Zitzewitz als Landrat abgelöst. Die am 27. April 1901 in Stettin geschlossene Ehe mit  Elise Christiane von Lettow-Vorbeck (1874–1946) wurde geschieden.